# Acanthocera quinquecincta
Acanthocera quinquecincta är en tvåvingeart som beskrevs av Lutz 1915. Acanthocera quinquecincta ingår i släktet Acanthocera och familjen bromsar. Inga underarter finns listade i Catalogue of Life.